# Unicodeblock Sojombo
Der Unicodeblock Sojombo (engl.: Soyombo, U+11A50 bis U+11AAF) enthält die alte, mongolische Sojombo-Schrift.

## Tabelle
| Unicodenummer   | Zeichen (400 %) | Kategorie                               | Bidirektionale Klasse       | Offizielle Bezeichnung                               | Beschreibung                                                  |
| --------------- | --------------- | --------------------------------------- | --------------------------- | ---------------------------------------------------- | ------------------------------------------------------------- |
| U+11A50 (72272) | 𑩐               | anderer Buchstabe, Silbe oder Ideogramm | links nach rechts           | SOYOMBO LETTER A                                     | Soyombo-Buchstabe A                                           |
| U+11A51 (72273) | 𑩑                | Markierung ohne Extrabreite             | Markierung ohne Extrabreite | SOYOMBO VOWEL SIGN I                                 | Soyombo-Vokalzeichen I                                        |
| U+11A52 (72274) | 𑩒                | Markierung ohne Extrabreite             | Markierung ohne Extrabreite | SOYOMBO VOWEL SIGN UE                                | Soyombo-Vokalzeichen Ue                                       |
| U+11A53 (72275) | 𑩓                | Markierung ohne Extrabreite             | Markierung ohne Extrabreite | SOYOMBO VOWEL SIGN U                                 | Soyombo-Vokalzeichen U                                        |
| U+11A54 (72276) | 𑩔                | Markierung ohne Extrabreite             | Markierung ohne Extrabreite | SOYOMBO VOWEL SIGN E                                 | Soyombo-Vokalzeichen E                                        |
| U+11A55 (72277) | 𑩕                | Markierung ohne Extrabreite             | Markierung ohne Extrabreite | SOYOMBO VOWEL SIGN O                                 | Soyombo-Vokalzeichen O                                        |
| U+11A56 (72278) | 𑩖                | Markierung ohne Extrabreite             | Markierung ohne Extrabreite | SOYOMBO VOWEL SIGN OE                                | Soyombo-Vokalzeichen Oe                                       |
| U+11A57 (72279) | 𑩗                | Markierung mit Extrabreite              | links nach rechts           | SOYOMBO VOWEL SIGN AI                                | Soyombo-Vokalzeichen Ai                                       |
| U+11A58 (72280) | 𑩘                | Markierung mit Extrabreite              | links nach rechts           | SOYOMBO VOWEL SIGN AU                                | Soyombo-Vokalzeichen Au                                       |
| U+11A59 (72281) | 𑩙                | Markierung ohne Extrabreite             | Markierung ohne Extrabreite | SOYOMBO VOWEL SIGN VOCALIC R                         | Soyombo-Vokalzeichen vokales R                                |
| U+11A5A (72282) | 𑩚                | Markierung ohne Extrabreite             | Markierung ohne Extrabreite | SOYOMBO VOWEL SIGN VOCALIC L                         | Soyombo-Vokalzeichen vokales L                                |
| U+11A5B (72283) | 𑩛                | Markierung ohne Extrabreite             | Markierung ohne Extrabreite | SOYOMBO VOWEL LENGTH MARK                            | Soyombo Vokal-Längenmarke                                     |
| U+11A5C (72284) | 𑩜               | anderer Buchstabe, Silbe oder Ideogramm | links nach rechts           | SOYOMBO LETTER KA                                    | Soyombo-Buchstabe Ka                                          |
| U+11A5D (72285) | 𑩝               | anderer Buchstabe, Silbe oder Ideogramm | links nach rechts           | SOYOMBO LETTER KHA                                   | Soyombo-Buchstabe Kha                                         |
| U+11A5E (72286) | 𑩞               | anderer Buchstabe, Silbe oder Ideogramm | links nach rechts           | SOYOMBO LETTER GA                                    | Soyombo-Buchstabe Ga                                          |
| U+11A5F (72287) | 𑩟               | anderer Buchstabe, Silbe oder Ideogramm | links nach rechts           | SOYOMBO LETTER GHA                                   | Soyombo-Buchstabe Gha                                         |
| U+11A60 (72288) | 𑩠               | anderer Buchstabe, Silbe oder Ideogramm | links nach rechts           | SOYOMBO LETTER NGA                                   | Soyombo-Buchstabe Nga                                         |
| U+11A61 (72289) | 𑩡               | anderer Buchstabe, Silbe oder Ideogramm | links nach rechts           | SOYOMBO LETTER CA                                    | Soyombo-Buchstabe Ca                                          |
| U+11A62 (72290) | 𑩢               | anderer Buchstabe, Silbe oder Ideogramm | links nach rechts           | SOYOMBO LETTER CHA                                   | Soyombo-Buchstabe Cha                                         |
| U+11A63 (72291) | 𑩣               | anderer Buchstabe, Silbe oder Ideogramm | links nach rechts           | SOYOMBO LETTER JA                                    | Soyombo-Buchstabe Ja                                          |
| U+11A64 (72292) | 𑩤               | anderer Buchstabe, Silbe oder Ideogramm | links nach rechts           | SOYOMBO LETTER JHA                                   | Soyombo-Buchstabe Jha                                         |
| U+11A65 (72293) | 𑩥               | anderer Buchstabe, Silbe oder Ideogramm | links nach rechts           | SOYOMBO LETTER NYA                                   | Soyombo-Buchstabe Nya                                         |
| U+11A66 (72294) | 𑩦               | anderer Buchstabe, Silbe oder Ideogramm | links nach rechts           | SOYOMBO LETTER TTA                                   | Soyombo-Buchstabe Tta                                         |
| U+11A67 (72295) | 𑩧               | anderer Buchstabe, Silbe oder Ideogramm | links nach rechts           | SOYOMBO LETTER TTHA                                  | Soyombo-Buchstabe Ttha                                        |
| U+11A68 (72296) | 𑩨               | anderer Buchstabe, Silbe oder Ideogramm | links nach rechts           | SOYOMBO LETTER DDA                                   | Soyombo-Buchstabe Dda                                         |
| U+11A69 (72297) | 𑩩               | anderer Buchstabe, Silbe oder Ideogramm | links nach rechts           | SOYOMBO LETTER DDHA                                  | Soyombo-Buchstabe Ddha                                        |
| U+11A6A (72298) | 𑩪               | anderer Buchstabe, Silbe oder Ideogramm | links nach rechts           | SOYOMBO LETTER NNA                                   | Soyombo-Buchstabe Nna                                         |
| U+11A6B (72299) | 𑩫               | anderer Buchstabe, Silbe oder Ideogramm | links nach rechts           | SOYOMBO LETTER TA                                    | Soyombo-Buchstabe Ta                                          |
| U+11A6C (72300) | 𑩬               | anderer Buchstabe, Silbe oder Ideogramm | links nach rechts           | SOYOMBO LETTER THA                                   | Soyombo-Buchstabe Tha                                         |
| U+11A6D (72301) | 𑩭               | anderer Buchstabe, Silbe oder Ideogramm | links nach rechts           | SOYOMBO LETTER DA                                    | Soyombo-Buchstabe Da                                          |
| U+11A6E (72302) | 𑩮               | anderer Buchstabe, Silbe oder Ideogramm | links nach rechts           | SOYOMBO LETTER DHA                                   | Soyombo-Buchstabe Dha                                         |
| U+11A6F (72303) | 𑩯               | anderer Buchstabe, Silbe oder Ideogramm | links nach rechts           | SOYOMBO LETTER NA                                    | Soyombo-Buchstabe Na                                          |
| U+11A70 (72304) | 𑩰               | anderer Buchstabe, Silbe oder Ideogramm | links nach rechts           | SOYOMBO LETTER PA                                    | Soyombo-Buchstabe Pa                                          |
| U+11A71 (72305) | 𑩱               | anderer Buchstabe, Silbe oder Ideogramm | links nach rechts           | SOYOMBO LETTER PHA                                   | Soyombo-Buchstabe Pha                                         |
| U+11A72 (72306) | 𑩲               | anderer Buchstabe, Silbe oder Ideogramm | links nach rechts           | SOYOMBO LETTER BA                                    | Soyombo-Buchstabe Ba                                          |
| U+11A73 (72307) | 𑩳               | anderer Buchstabe, Silbe oder Ideogramm | links nach rechts           | SOYOMBO LETTER BHA                                   | Soyombo-Buchstabe Bha                                         |
| U+11A74 (72308) | 𑩴               | anderer Buchstabe, Silbe oder Ideogramm | links nach rechts           | SOYOMBO LETTER MA                                    | Soyombo-Buchstabe Ma                                          |
| U+11A75 (72309) | 𑩵               | anderer Buchstabe, Silbe oder Ideogramm | links nach rechts           | SOYOMBO LETTER TSA                                   | Soyombo-Buchstabe Tsa                                         |
| U+11A76 (72310) | 𑩶               | anderer Buchstabe, Silbe oder Ideogramm | links nach rechts           | SOYOMBO LETTER TSHA                                  | Soyombo-Buchstabe Tsha                                        |
| U+11A77 (72311) | 𑩷               | anderer Buchstabe, Silbe oder Ideogramm | links nach rechts           | SOYOMBO LETTER DZA                                   | Soyombo-Buchstabe Dza                                         |
| U+11A78 (72312) | 𑩸               | anderer Buchstabe, Silbe oder Ideogramm | links nach rechts           | SOYOMBO LETTER ZHA                                   | Soyombo-Buchstabe Zha                                         |
| U+11A79 (72313) | 𑩹               | anderer Buchstabe, Silbe oder Ideogramm | links nach rechts           | SOYOMBO LETTER ZA                                    | Soyombo-Buchstabe Za                                          |
| U+11A7A (72314) | 𑩺               | anderer Buchstabe, Silbe oder Ideogramm | links nach rechts           | SOYOMBO LETTER -A                                    | Soyombo-Buchstabe -a                                          |
| U+11A7B (72315) | 𑩻               | anderer Buchstabe, Silbe oder Ideogramm | links nach rechts           | SOYOMBO LETTER YA                                    | Soyombo-Buchstabe Ya                                          |
| U+11A7C (72316) | 𑩼               | anderer Buchstabe, Silbe oder Ideogramm | links nach rechts           | SOYOMBO LETTER RA                                    | Soyombo-Buchstabe Ra                                          |
| U+11A7D (72317) | 𑩽               | anderer Buchstabe, Silbe oder Ideogramm | links nach rechts           | SOYOMBO LETTER LA                                    | Soyombo-Buchstabe La                                          |
| U+11A7E (72318) | 𑩾               | anderer Buchstabe, Silbe oder Ideogramm | links nach rechts           | SOYOMBO LETTER VA                                    | Soyombo-Buchstabe Va                                          |
| U+11A7F (72319) | 𑩿               | anderer Buchstabe, Silbe oder Ideogramm | links nach rechts           | SOYOMBO LETTER SHA                                   | Soyombo-Buchstabe Sha                                         |
| U+11A80 (72320) | 𑪀               | anderer Buchstabe, Silbe oder Ideogramm | links nach rechts           | SOYOMBO LETTER SSA                                   | Soyombo-Buchstabe Ssa                                         |
| U+11A81 (72321) | 𑪁               | anderer Buchstabe, Silbe oder Ideogramm | links nach rechts           | SOYOMBO LETTER SA                                    | Soyombo-Buchstabe Sa                                          |
| U+11A82 (72322) | 𑪂               | anderer Buchstabe, Silbe oder Ideogramm | links nach rechts           | SOYOMBO LETTER HA                                    | Soyombo-Buchstabe Ha                                          |
| U+11A83 (72323) | 𑪃               | anderer Buchstabe, Silbe oder Ideogramm | links nach rechts           | SOYOMBO LETTER KSSA                                  | Soyombo-Buchstabe Kssa                                        |
| U+11A84 (72324) | 𑪄               | anderer Buchstabe, Silbe oder Ideogramm | links nach rechts           | SOYOMBO SIGN JIHVAMULIYA                             | Soyombo-Zeichen Jihvamuliya                                   |
| U+11A85 (72325) | 𑪅               | anderer Buchstabe, Silbe oder Ideogramm | links nach rechts           | SOYOMBO SIGN UPADHMANIYA                             | Soyombo-Zeichen Upadhmaniya                                   |
| U+11A86 (72326) | 𑪆               | anderer Buchstabe, Silbe oder Ideogramm | links nach rechts           | SOYOMBO CLUSTER-INITIAL LETTER RA                    | Soyombo-Gruppen-Startbuchstabe Ra                             |
| U+11A87 (72327) | 𑪇               | anderer Buchstabe, Silbe oder Ideogramm | links nach rechts           | SOYOMBO CLUSTER-INITIAL LETTER LA                    | Soyombo-Gruppen-Startbuchstabe La                             |
| U+11A88 (72328) | 𑪈               | anderer Buchstabe, Silbe oder Ideogramm | links nach rechts           | SOYOMBO CLUSTER-INITIAL LETTER SHA                   | Soyombo-Gruppen-Startbuchstabe Sha                            |
| U+11A89 (72329) | 𑪉               | anderer Buchstabe, Silbe oder Ideogramm | links nach rechts           | SOYOMBO CLUSTER-INITIAL LETTER SA                    | Soyombo-Gruppen-Startbuchstabe Sa                             |
| U+11A8A (72330) | 𑪊                | Markierung ohne Extrabreite             | Markierung ohne Extrabreite | SOYOMBO FINAL CONSONANT SIGN G                       | Finales Soyombo-Konsonantenzeichen G                          |
| U+11A8B (72331) | 𑪋                | Markierung ohne Extrabreite             | Markierung ohne Extrabreite | SOYOMBO FINAL CONSONANT SIGN K                       | Finales Soyombo-Konsonantenzeichen K                          |
| U+11A8C (72332) | 𑪌                | Markierung ohne Extrabreite             | Markierung ohne Extrabreite | SOYOMBO FINAL CONSONANT SIGN NG                      | Finales Soyombo-Konsonantenzeichen Ng                         |
| U+11A8D (72333) | 𑪍                | Markierung ohne Extrabreite             | Markierung ohne Extrabreite | SOYOMBO FINAL CONSONANT SIGN D                       | Finales Soyombo-Konsonantenzeichen D                          |
| U+11A8E (72334) | 𑪎                | Markierung ohne Extrabreite             | Markierung ohne Extrabreite | SOYOMBO FINAL CONSONANT SIGN N                       | Finales Soyombo-Konsonantenzeichen N                          |
| U+11A8F (72335) | 𑪏                | Markierung ohne Extrabreite             | Markierung ohne Extrabreite | SOYOMBO FINAL CONSONANT SIGN B                       | Finales Soyombo-Konsonantenzeichen B                          |
| U+11A90 (72336) | 𑪐                | Markierung ohne Extrabreite             | Markierung ohne Extrabreite | SOYOMBO FINAL CONSONANT SIGN M                       | Finales Soyombo-Konsonantenzeichen M                          |
| U+11A91 (72337) | 𑪑                | Markierung ohne Extrabreite             | Markierung ohne Extrabreite | SOYOMBO FINAL CONSONANT SIGN R                       | Finales Soyombo-Konsonantenzeichen R                          |
| U+11A92 (72338) | 𑪒                | Markierung ohne Extrabreite             | Markierung ohne Extrabreite | SOYOMBO FINAL CONSONANT SIGN L                       | Finales Soyombo-Konsonantenzeichen L                          |
| U+11A93 (72339) | 𑪓                | Markierung ohne Extrabreite             | Markierung ohne Extrabreite | SOYOMBO FINAL CONSONANT SIGN SH                      | Finales Soyombo-Konsonantenzeichen Sh                         |
| U+11A94 (72340) | 𑪔                | Markierung ohne Extrabreite             | Markierung ohne Extrabreite | SOYOMBO FINAL CONSONANT SIGN S                       | Finales Soyombo-Konsonantenzeichen S                          |
| U+11A95 (72341) | 𑪕                | Markierung ohne Extrabreite             | Markierung ohne Extrabreite | SOYOMBO FINAL CONSONANT SIGN -A                      | Finales Soyombo-Konsonantenzeichen -A                         |
| U+11A96 (72342) | 𑪖                | Markierung ohne Extrabreite             | Markierung ohne Extrabreite | SOYOMBO SIGN ANUSVARA                                | Soyombo-Zeichen Anusvara                                      |
| U+11A97 (72343) | 𑪗                | Markierung mit Extrabreite              | links nach rechts           | SOYOMBO SIGN VISARGA                                 | Soyombo-Zeichen Visarga                                       |
| U+11A98 (72344) | 𑪘                | Markierung ohne Extrabreite             | Markierung ohne Extrabreite | SOYOMBO GEMINATION MARK                              | Text=Sojombo-Geminationsmarke                                 |
| U+11A99 (72345) | 𑪙                | Markierung ohne Extrabreite             | Markierung ohne Extrabreite | SOYOMBO SUBJOINER                                    | Soyombo-Untersetzer                                           |
| U+11A9A (72346) | 𑪚               | andere Interpunktion                    | links nach rechts           | SOYOMBO MARK TSHEG                                   | Soyombo-Markierung Tsheg                                      |
| U+11A9B (72347) | 𑪛               | andere Interpunktion                    | links nach rechts           | SOYOMBO MARK SHAD                                    | Soyombo Markierung Shad                                       |
| U+11A9C (72348) | 𑪜               | andere Interpunktion                    | links nach rechts           | SOYOMBO MARK DOUBLE SHAD                             | Soyombo Markierung Doppel-Shad                                |
| U+11A9D (72349) | 𑪝               | anderer Buchstabe, Silbe oder Ideogramm | links nach rechts           | SOYOMBO MARK PLUTA                                   | Soyombo Markierung Pluta                                      |
| U+11A9E (72350) | 𑪞               | andere Interpunktion                    | links nach rechts           | SOYOMBO HEAD MARK WITH MOON AND SUN AND TRIPLE FLAME | Soyombo Kopfmarkieriúng mit Mond, Sonne und dreifacher Flamme |
| U+11A9F (72351) | 𑪟               | andere Interpunktion                    | links nach rechts           | SOYOMBO HEAD MARK WITH MOON AND SUN AND FLAME        | Soyombo Kopfmarkieriúng mit Mond, Sonne und Flamme            |
| U+11AA0 (72352) | 𑪠               | andere Interpunktion                    | links nach rechts           | SOYOMBO HEAD MARK WITH MOON AND SUN                  | Soyombo Kopfmarkieriúng mit Mond und Sonne                    |
| U+11AA1 (72353) | 𑪡               | andere Interpunktion                    | links nach rechts           | SOYOMBO TERMINAL MARK-1                              | Soyombo-Schlussmarkierung 1                                   |
| U+11AA2 (72354) | 𑪢               | andere Interpunktion                    | links nach rechts           | SOYOMBO TERMINAL MARK-2                              | Soyombo-Schlussmarkierung 2                                   |